# Pěnkava jikavec
Pěnkava jikavec (nebo také jíkavec severní či jikavec severní; Fringilla montifringilla) je malý zpěvný pták z čeledi pěnkavovití.

## Popis
- Délka těla: 14–17 cm
- rozpětí křídel: 25–28 cm
- hmotnost: 22–27 g

Pěnkava jikavec je velká stejně jako její hojnější příbuzná pěnkava obecná. Má štíhlé tělo, poměrně dlouhý ocas a krátký špičatý zobák, který je v zimě slámově žlutý s černou špičkou, v létě černý. Samec ve svatebním šatě má leskle modročernou hlavu, šíji, ramena a pláštík; hrdlo, hruď a malé křídelní krovky jsou rezavohnědé, bez teček; několik tmavých teček je dole na bocích. Břicho a kostřec bílé. Samce lze od samice spolehlivě rozeznat podle souvisle černého zbarvení po stranách hlavy. V prostém šatě je zbarvený podobně jako samice, která má hlavu a hřbet oranžovou s černým skvrněním. Od pěnkavy obecné rozeznáme jikavce spolehlivě díky oranžové hrudi a tmavému hřbetu.
Pěnkava jikavec je zdatný letec, létá vlnovitě, rychle a vytrvale.

## Hlas
Vábení v sedě i za letu „djyp“ („jip“), „gegege“ a „kvék“ až typické široké „kvéih“. Zpěv je nevýrazný, vrzavý, přičemž v Česku nezpívá; ozývá se v březnu a dubnu. Táhnoucí hejno se ozývá často opakovaným tvrdým krátkým a mírně nosovým vábením „jek“.

## Rozšíření

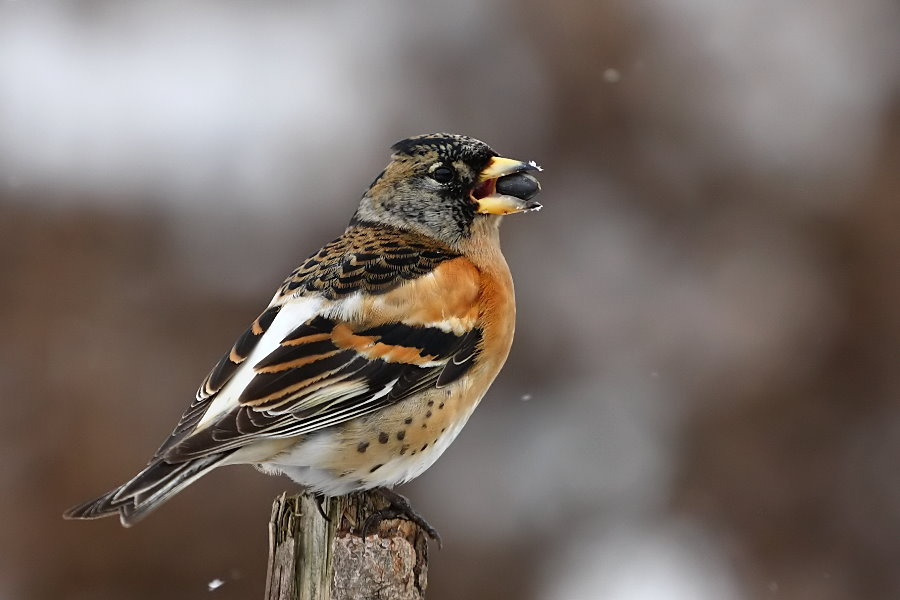
Samec pěnkavy jikavce v prostém šatě

Hnízdí v rozmezí od Britských ostrovů a Skandinávského poloostrova po Estonsko a Kamčatku. Zimuje ve střední a jižní Evropě, severní Africe, Pákistánu, Indii, Číně a v Japonsku. Současná evropská populace čítá zhruba 25–43 miliónů jedinců.

## Výskyt v Česku
Na území České republiky nehnízdí, ale pravidelně tu zimuje v počtu 200 000–400 000 jedinců, ovšem stavy viditelně kolísají. Zdržuje se tu od září do dubna.

## Prostředí
Žije především v otevřených jehličnatých, břízových a bukových lesích, na lesních mýtinách a v plevelnatých lokalitách. Vyskytuje se v Česku zpravidla v hejnech, často ve společnosti pěnkav obecných, případně dalších druhů. Na noc zapadá na společná nocoviště v jehličnatých lesích. V zimě se vyskytuje nejčastěji na ruderálních plochách na plevelech, při úrodě bukvic v bučinách. Létá i ke krmítkům.

## Potrava
Živí se drobným hmyzem a jinými bezobratlými živočichy, přes zimu vyhledává především semena různých bylin a stromů (zvláště pak bukvice). Potravu hledá na zemi, kde chodí a poskakuje.

## Hnízdění

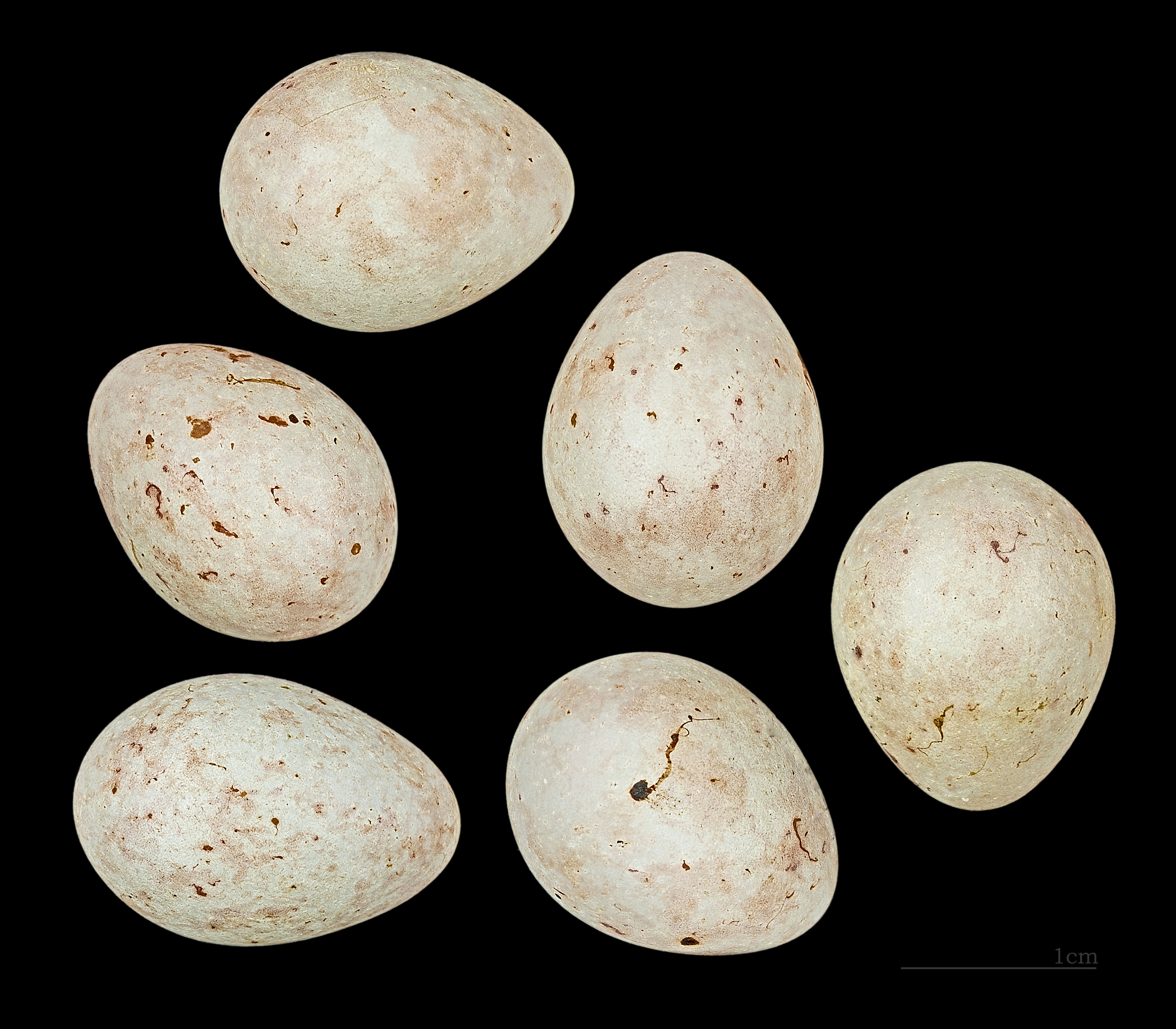
Vejce pěnakavy jikavce (Fringilla montifringilla)

Hnízdo si staví ve vidlicích větví na stromech, nejčastěji na bříze nebo smrku. Díky maskování lišejníkem a travami je většinou dobře ukryté. Během května až července do něj klade 3–8 bílých vajec s černým skvrněním. Na vejcích sedí po dobu 11–12 dní pouze samice.